# 浦安郵便局
浦安郵便局（うらやすゆうびんきょく）は千葉県浦安市東野一丁目にある郵便局。民営化前の分類では集配普通郵便局であった。

## 概要
住所：〒279-8799 千葉県浦安市東野一丁目6番1号

### 併設施設
- ゆうちょ銀行浦安店（さいたま支店浦安出張所）：取扱店番号056530

## 沿革
- 1988年（昭和63年）10月17日 - 浦安郵便局として、浦安市東野一丁目に開局[1][2]。同時に松戸北郵便局から地域区分局業務ならびに行徳郵便局から一部集配業務を移管。
- 1996年（平成8年）7月1日 - 外国通貨の両替および旅行小切手の売買に関する業務の取扱を開始。
- 2007年（平成19年）10月1日 - 民営化に伴い、併設された郵便事業浦安支店、ゆうちょ銀行浦安店に一部業務を移管。
- 2010年（平成22年）7月1日 - 郵便事業浦安支店におけるゆうパックの地域区分業務を郵便事業千葉西ターミナル支店へ移管。
- 2012年（平成24年）
  - 4月29日 - 郵便事業浦安支店における通常郵便物の地域区分業務を郵便事業松戸南支店へ移管。
  - 9月23日 - 郵便事業行徳支店から浦安支店へ郵便区および取扱業務を移管。
  - 10月1日 - 日本郵便株式会社発足に伴い、郵便事業浦安支店を浦安郵便局に統合。
- 2018年（平成30年）10月1日 - ゆうゆう窓口の24時間営業を廃止。

## 取扱内容

### 浦安郵便局
- 郵便、印紙、ゆうパック、内容証明
- 生命保険、バイク自賠責保険、自動車保険
- 浦安市全域（〒279-00xxの地域）および市川市の南部地域（〒272-01xxの地域）の集配業務
- ゆうゆう窓口

### ゆうちょ銀行浦安店
- 貯金、貸付、為替、振替、振込、国際送金、外貨両替、国債、投資信託、変額年金保険
- ATM

## 風景印
- 表記は『浦安』
- 図案は『境川』・『ヨット』・『高層住宅』・市の花『ツツジ』・市の木『イチョウ』
- 使用開始日は1988年（昭和63年）10月17日

## アクセス
- JR京葉線 新浦安駅（北口）から徒歩約21分
- 京成バス千葉ウエスト（旧東京ベイシティバス）バス 市役所入口郵便局前停留所下車
- 首都高湾岸線 浦安出入口からすぐ
- 駐車場あり：9台